# Arrondissement Grenoble
Grenoble is een arrondissement van het Franse departement Isère in de regio Auvergne-Rhône-Alpes. De onderprefectuur (hoofdstad) is Grenoble. Het arrondissement telt 738.149 inwoners (2016).

## Kantons
Het arrondissement bestond tot 2015 uit de volgende kantons:
| - Kanton Allevard - Kanton Le Bourg-d'Oisans - Kanton Clelles - Kanton Corps - Kanton Domène - Kanton Échirolles-Est - Kanton Échirolles-Ouest - Kanton Eybens - Kanton Fontaine-Sassenage - Kanton Fontaine-Seyssinet - Kanton Goncelin - Grenoble 1e kanton - Grenoble 2e kanton - Grenoble 3e kanton - Grenoble 4e kanton - Grenoble 5e kanton - Grenoble 6e kanton - Kanton Mens - Kanton Meylan - Kanton Monestier-de-Clermont | - Kanton La Mure - Kanton Pont-en-Royans - Kanton Rives - Kanton Roybon - Kanton Saint-Égrève - Kanton Saint-Étienne-de-Saint-Geoirs - Kanton Saint-Ismier - Kanton Saint-Laurent-du-Pont - Kanton Saint-Martin-d'Hères-Nord - Kanton Saint-Martin-d'Hères-Sud - Kanton Saint-Marcellin - Kanton Le Touvet - Kanton Tullins - Kanton Valbonnais - Kanton Vif - Kanton Villard-de-Lans - Kanton Vinay - Kanton Vizille - Kanton Voiron |

In mei 2013 werd een wetsvoorstel aangenomen die het aantal kantons drastisch reduceerde van 4032 tot 2052. Deze nieuwe indeling trad in werking vanaf de departementsverkiezingen in maart 2015. Naast de drastische vermindering van het aantal kantons, werd bij de indeling niet meer gekeken naar de grenzen van de arrondissementen. Dit houdt in dat één kanton in meerdere arrondissementen kan liggen. Na deze herindeling bestaat Grenoble uit (delen van) de volgende kantons:
- Kanton Chartreuse-Guiers
- Kanton Échirolles
- Kanton Fontaine-Seyssinet
- Kanton Fontaine-Vercors
- Kanton Le Grand-Lemps
- Grenoble 1e kanton
- Grenoble 2e kanton
- Grenoble 3e kanton
- Grenoble 4e kanton
- Kanton Le Haut-Grésivaudan
- Kanton Matheysine-Trièves
- Kanton Meylan
- Kanton Le Moyen Grésivaudan
- Kanton Oisans-Romanche
- Kanton Le Pont-de-Claix
- Kanton Saint-Martin-d'Hères
- Kanton Le Sud Grésivaudan
- Kanton Tullins
- Kanton Voiron